# Stephen Wilhite
Stephen Earl Wilhite (West Chester (Ohio), 3 maart 1948 – Cincinnati (Ohio), 14 maart 2022) was een Amerikaans informaticus die vooral bekend is geworden door de uitvinding van het GIF-bestandsformaat voor bewegende afbeeldingen.

## Biografie
Wilhite werd in 1948 geboren in West Chester Township, Ohio, als de zoon van Clarence Earl Wilhite, die fabrieksarbeider was, en de verpleegkundige Anna Lou (Dorsey) Wilhite. Hij werkte in 1987 aan het GIF-bestandsformaat toen hij in dienst was van het bedrijf CompuServe. Door deze vinding, die ervoor zorgde dat de bestandsgrootte afnam, werd het mogelijk om (bewegende) afbeeldingen met hoge resolutie en kwaliteit te versturen via het toen nog trage internet. In de jaren 90 van de 20e eeuw werden de zogenoemde gifjes vooral gebruikt als decoratie op websites, vervolgens werd het bestandsformaat steeds meer bekend bij het grote publiek en werden gifjes naast website-ontwerp ook veel gebruikt op sociale media om snel een emotie of standpunt te kunnen uitdrukken. Wilhite bleef tot 2001 werken bij CompuServe en ging daarna met pensioen.
Wilhite kreeg in 2013 een Lifetime Achievement Award bij de uitreiking van de Webby Awards vanwege de bijdrage die hij heeft geleverd aan de internetcultuur.
De uitspraak van GIF is regelmatig onderwerp van discussie: is het /ɡɪf/ (met een g als in give) of /dʒɪf/ (met een g als in gin)? In 2013 vertelde Wilhite aan de Amerikaanse krant The New York Times dat de uitspraak met de dzj-klank de juiste is, maar The Oxford English Dictionary accepteert beide uitspraken.
Op 1 maart 2022 testte Wilhite positief op Covid-19, waarna hij op 14 maart 2022 op 74-jarige leeftijd overleed aan deze aandoening.